# Anna Peplowski
Anna Peplowski (Germantown Hills, 25 settembre 2002) è una nuotatrice statunitense.

## Carriera
Si allena presso l'Università dell'Indiana.
Ha vinto la medaglia d'argento nella staffetta 4x200 metri stile libero alle Olimpiadi di Parigi 2024. Vanta altri due argenti, nella medesima specialità, anche ai mondiali in vasca lunga.

## Palmarès
- Giochi olimpici

Parigi 2024: argento nella 4x200m sl.
- Mondiali

Fukuoka 2023: argento nella 4x200m sl.
Singapore 2025: argento nella 4x200m sl.